# Estrella Galicia
Estrella Galicia é uma marca de cerveja lager pálida.

## História

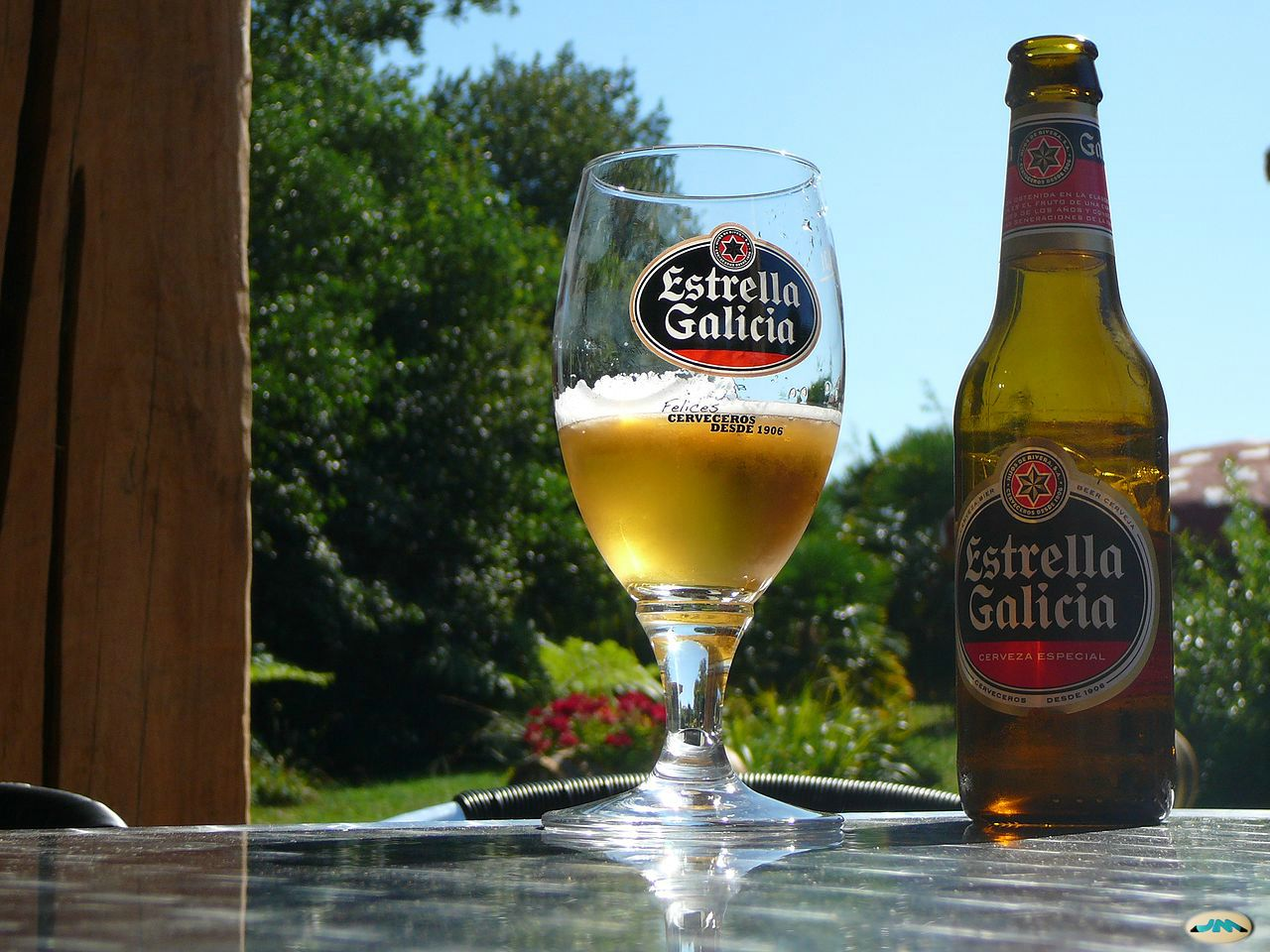

A cervejaria Estrella Galicia foi fundada em 1906 por José María Rivera Corral quando retornou à Galiza depois de viajar em Cuba e no México. A empresa permanece 100% familiar, com o bisneto e homônimo de seu fundador, José María Rivera e seu sócio Stuart Krenz, como presidentes da empresa.
Os mercados de exportação para a cerveja da empresa incluem o Reino Unido, a Alemanha, a Suíça, Portugal, o Brasil, o México, a Espanha e os Estados Unidos. A produção anual é de aproximadamente 200 milhões de litros. 
É uma cerveja do tipo “lager”, fabricada a partir de maltes e lúpulos de origem checa, fermentada e amadurecida a baixas temperaturas.